# Dzięcioł kremowy
Dzięcioł kremowy (Celeus flavus) – gatunek ptaka z rodziny dzięciołowatych (Picidae), zamieszkujący Amerykę Południową. Nie jest zagrożony wyginięciem.

## Taksonomia
Gatunek ten, zgodnie z zasadami nazewnictwa binominalnego, opisał Philipp Ludwig Statius Müller w 1776 roku, nadając mu nazwę Picus flavus. Jako miejsce typowe autor wskazał Kajennę (obecnie Gujana Francuska). Współcześnie dzięcioł kremowy umieszczany jest w rodzaju Celeus.
W Handbook of the Birds of the World (HBW) oraz na liście ptaków świata, opracowywanej we współpracy BirdLife International z autorami HBW (6. wersja online: grudzień 2021) wyróżnia się cztery podgatunki C. flavus:
- C. f. flavus (P.L.S. Müller, 1776)
- C. f. peruvianus (Cory, 1919)
- C. f. tectricialis (Hellmayr, 1922)
- C. f. subflavus P.L. Sclater & Salvin, 1877

Międzynarodowy Komitet Ornitologiczny (IOC) wyróżnia jedynie dwa podgatunki, taksony peruvianus i tectricialis uznaje za synonimy podgatunku nominatywnego.

## Występowanie i biotop
Występuje w północnej części Ameryki Południowej (od Gujany Francuskiej do Kolumbii na północy, po Brazylię i Boliwię na południu). Zasiedla obszary w pobliżu wody, zarośla namorzynowe, sawannę oraz lasy deszczowe (spotykany także na plantacjach kawy).
Poszczególne podgatunki zamieszkują:
- C. f. flavus – wschodnia Kolumbia, południowo-zachodnia i północno-wschodnia Wenezuela oraz region Gujana na południe po wschodni Ekwador, zachodnią Brazylię (na południe po Mato Grosso) i północną Boliwię (departament Beni),
- C. f. peruvianus – wschodnie Peru,
- C. f. tectricialis – stan Maranhão (północno-wschodnia Brazylia),
- C. f. subflavus – wschodnia Brazylia – stan Alagoas oraz wzdłuż wybrzeża od stanu Bahia do Espírito Santo.

## Morfologia
Długość ciała około 28 cm. Upierzenie głównie kremowe z brązowymi pokrywami skrzydłowymi oraz czarnym ogonem. Kremowy czubek na głowie. U samców szkarłatne upierzenie na policzkach.

## Ekologia i zachowanie

### Pożywienie
Pokarm stanowią bezkręgowce oraz rośliny.

### Lęgi
Między osobnikami w parze istnieje silna więź. Samica składa 3 białe jaja, do gniazda w dziupli.

## Status
Międzynarodowa Unia Ochrony Przyrody (IUCN) uznaje dzięcioła kremowego za gatunek najmniejszej troski (LC – Least Concern) nieprzerwanie od 1988 roku. Liczebność światowej populacji nie została oszacowana, ale ptak ten opisywany jest jako dość pospolity. Trend liczebności populacji uznawany jest za spadkowy ze względu na wylesianie Amazonii.